# Cyrtonastes
Cyrtonastes é um gênero de artrópode pertencente à família Chrysomelidae.

## Espécies
- Cyrtonastes grandis Lopatin in Lopatin & Konstantinov, 1994
- Cyrtonastes lacedaemonis Berti & Daccordi, 1974
- Cyrtonastes peloponnesiacus Berti & Daccordi, 1974
- Cyrtonastes ruffoi Berti & Daccordi, 1974
- Cyrtonastes seriatoporus Fairmaire, 1880
- Cyrtonastes weisei Reitter, 1884
- Cyrtonastes zazynthi Berti & Daccordi, 1974